# Slag bij Ligny
De Slag bij Ligny, gevochten op 16 juni 1815 in en rond Ligny, was een Franse overwinning onder keizer Napoleon I op een Pruisisch leger onder maarschalk Gebhard Leberecht von Blücher. Het was Napoleons laatste overwinning. Het grootste deel van het Pruisische leger overleefde de slag en speelde twee dagen later een cruciale rol in de Slag bij Waterloo. 
Ligny, in de provincie Namen, was destijds een zelfstandige plaats. Tegenwoordig is het een deelgemeente van Sombreffe.

## Prelude
Na Napoleons terugkeer uit zijn ballingschap op Elba in maart 1815 besloten de geallieerden hem opnieuw ten val te brengen in de Zevende Coalitie. De Russen en Oostenrijkers stonden midden juni al aan de Rijn. Napoleon besloot de Britten en Pruisen in de Zuidelijke Nederlanden te verslaan voordat de geallieerde legers een gecoördineerde aanval op Frankrijk konden inzetten. De geallieerde troepen aan de Franse noordgrens waren ten behoeve van hun voedselvoorziening over een groot gebied verspreid en dus kwetsbaar voor een plotse geconcentreerde aanval. Het Pruisische Leger van de Nederrijn was in vier legerkorpsen uitgerekt tussen Bergen en Luik. Omdat Napoleon niet als nieuwe heerser erkend werd, was het formeel vrede tussen Nederland en Frankrijk.

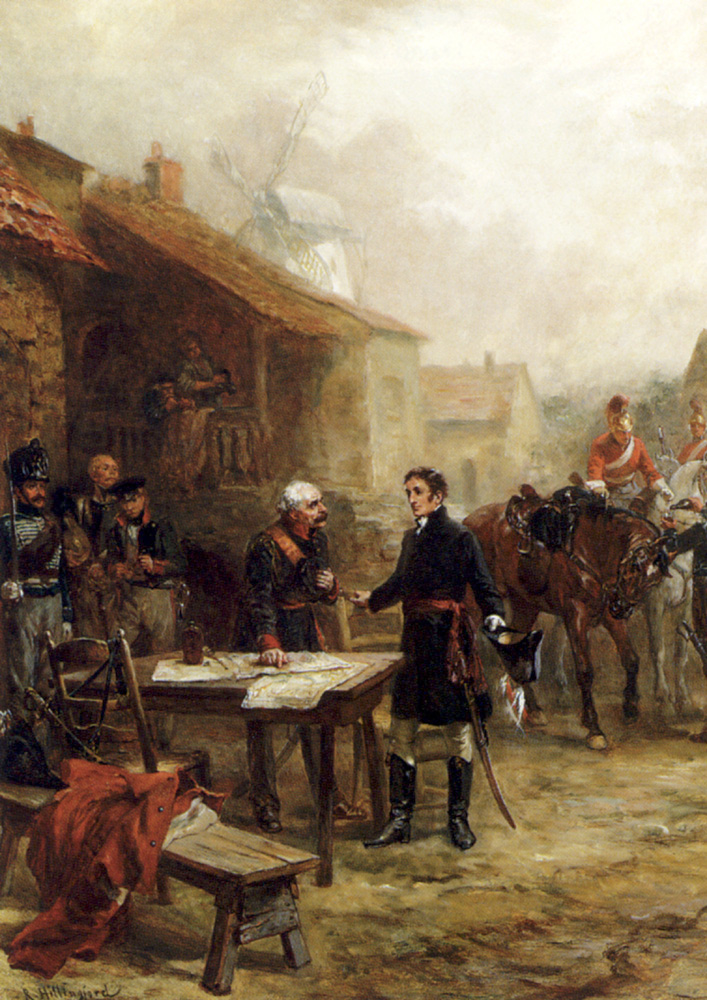
Wellington belooft von Blücher te Brye hem te hulp te komen

In de nacht van 14 op 15 juni overschreed Napoleon, die zijn troepen van 11 mei af in het geheim bij Maubeuge had samengetrokken, met zijn leger de Nederlands-Franse grens en trok te Charleroi de Samber over. De plaats werd slechts licht verdedigd door een eenheid van het meest westelijke Pruisische Iste Legerkorps dat onder bevel stond van luitenant-generaal Hans Ernst Karl Graf von Zieten.
Von Zieten waarschuwde von Blücher. Hij kreeg bevel de Franse opmars te vertragen, terwijl hij zich in oostelijke richting terugtrok naar Ligny, conform een bestaand plan het Pruisisch leger daar te concentreren als Napoleon over Charleroi mocht oprukken. Tevens gaf von Blücher bevel het Pruisische IIe Legerkorps onder Georg Dubislav Ludwig von Pirch, gelegerd rond Hoei, en IIIe Legerkorps onder Johann von Thielmann, gelegerd in Namen, in westelijke richting naar Ligny op te laten trekken. Het Pruisische IVe Legerkorps onder Friedrich Wilhelm Bülow von Dennewitz gelegerd in Luik bleef te ver verwijderd om tijdens de slag een rol te spelen omdat Bülow in de middag van 15 juni een bevel van chef-staf August Neidhardt von Gneisenau negeerde om vast naar Hannuit op te rukken. Het bevel was namelijk niet door von Blücher ondertekend en von Gneisenau stond lager in anciënniteit. Het IVe Korps zou pas bij zonsopgang op de 16e vertrekken en had rond het middaguur Hannuit bereikt.
Napoleons plan was om op 15 juni door een snelle oostelijke beweging de Pruisen richting Luik op de vlucht te drijven. Waren de Pruisen in de avond van 16 juni in volle aftocht dan zou hij proberen de Britten bij Brussel te overvallen door een onverwachte opmars in de nacht van 16 op 17 juni. Nog in de ochtend van 16 juni ging hij ervan uit dat deze opzet gelukt was en dat nog maar een klein zetje nodig was om de volgens zijn schatting veertigduizend Pruisen bij Fleurus tot de aftocht te dwingen. Het Pruisische concentratieplan was hem in wezen dus ontgaan. Hij verwachtte ook geen serieuze tegenstand voor zijn linkerflank bij Quatre-Bras en zijn troepen daar werden niet speciaal versterkt omdat ze toch niet verder mochten oprukken dan Genepiën om de Britten niet voortijdig weg te jagen. Napoleon verwachtte op 16 juni nergens echt slag te hoeven leveren. Belangrijke eenheden werden daarom in reserve gehouden zonder dat ze duidelijke bevelen hadden welke flank ze moesten versterken, moesten ze onverhoopt toch worden ingezet.
De Britten en Pruisen hadden al in mei besloten om elkaars legers te ondersteunen. De commandant van het Engels-Nederlandse leger, de hertog van Wellington, verwachtte echter een schijnaanval bij Charleroi en de echte aanval bij Gent. Op 15 juni geloofde hij daarom de eerste berichten over een groot Frans offensief niet en hij begon zijn troepen pas in de nacht van 15 op 16 juni te concentreren in zuidoostelijke richting. Hij bracht in de late ochtend van 16 juni von Blücher een bezoek bij Brye en beloofde dat, als hij niet bij Quatre-Bras werd aangevallen, hij von Blücher te hulp zou komen. Hij stelde voor dat hij eerst naar Charleroi op zou rukken en dan Napoleon van achteren aan zou vallen. Von Gneisenau wees dit echter af omdat het te lang zou duren. Hij suggereerde dat de Britten de Fransen direct op hun linkerflank bij Ligny zouden aanvallen. Wellington zegde dit toe, de verwachting uitsprekend nog die middag in het gevechtsverloop te kunnen ingrijpen. In feite waren zijn troepen daartoe nog lang niet in staat. Het is een twistpunt onder historici of hij alleen een slecht beeld had van de positie van zijn eenheden — of wellicht opzettelijk de situatie te gunstig voorstelde uit angst dat de Pruisen anders zouden terugtrekken. Tevens adviseerde hij von Blücher om diens infanterie achter de heuvelruggen terug te trekken, om minder blootgesteld te staan aan het Franse artillerievuur. Von Gneisenau antwoordde hierop kortaf: "onze mannen zien de vijand liever recht in het gezicht".

## Opstelling

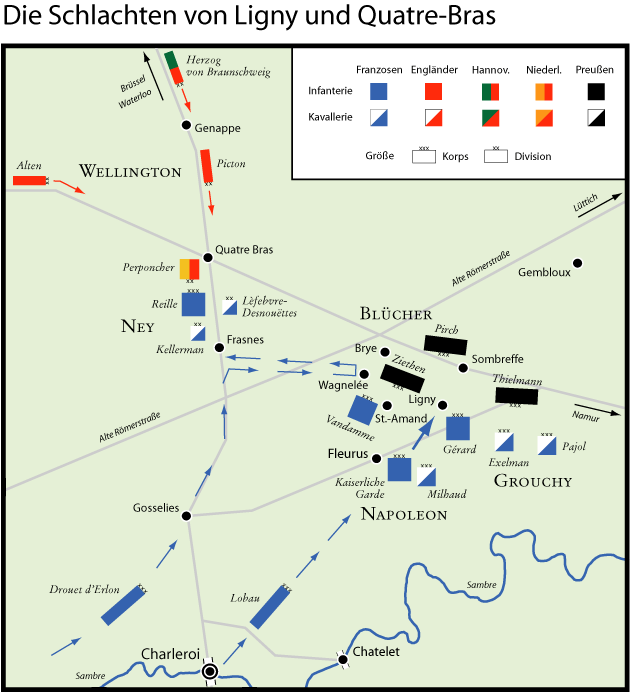
Illustratie van de Slag bij Ligny

Het Pruisische opperbevel had in de ochtend van de 16e grote bedenkingen bij de hele operatie. Men had geen goed gezicht op de posities van de Franse eenheden en verwachtte door de volledige Franse strijdmacht aangevallen te zullen worden waarvan men de sterkte op grond van spionageberichten op 130 000 man schatte. Volgens het oorspronkelijke plan had men daar zo'n 115 000 man tegenover kunnen stellen maar het te laat komen van het IVe Korps verminderde dat met 32 000 man. Wellingtons toezegging was dus een hele geruststelling. De hele dag zou men menen tegenover een grote Franse numerieke overmacht te staan. Bülows eigenwijsheid beroofde de Pruisen van de kans op een grote overwinning want het Franse leger bij Fleurus telde in feite maar 65 000 man. De Pruisen hadden ernstige rekruteringsproblemen gehad. Door de vele oorlogen was de eigen bevolking leeggebloed. Men moest een beroep doen op jonge dienstplichtigen en slechtere troepen van de Landwehr. Er was een poging gedaan manschappen uit andere gebieden in te lijven doch met maar weinig succes. Von Blücher had achtduizend Saksen naar huis moeten sturen toen die aan het muiten sloegen bij het bericht dat de helft van het Koninkrijk Saksen bij het Congres van Wenen aan Pruisen werd toegedeeld. Rijnlanders, die bijna twintig jaar Frans staatsburger waren geweest, bleken politiek erg onbetrouwbaar te zijn. Daarentegen bestonden de meeste Franse troepen uit veteranen met veel gevechtservaring, ten dele afkomstig uit de tweehonderdduizend krijgsgevangenen die de geallieerden in 1814 hadden vrijgelaten.

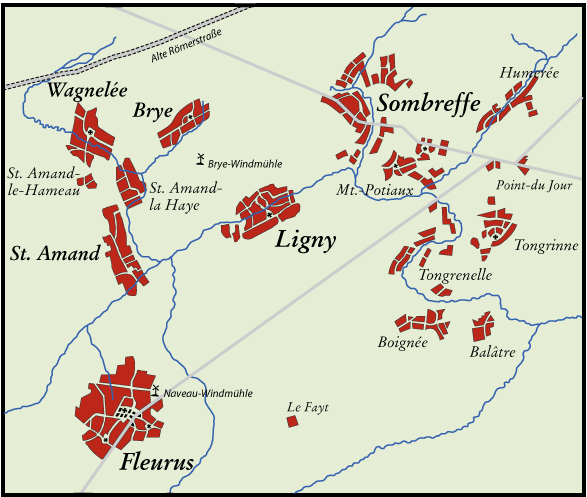
Kaart van de omgeving van de slag

De Pruisische opstelling was bedoeld om de slechtere kwaliteit van hun troepen te compenseren. In het open veld was de kans groot dat die in een vuurgevecht het onderspit zouden delven, vooral bij beweeglijke manoeuvres. Daarom werden ze opgesteld bij de beek van de Ligne waarvan het water en de steile oevers een aanval konden breken. Aan de beek lagen vele kleine dorpjes. In de huizen daarvan had men schietgaten gemaakt en de toegangswegen waren gebarricadeerd. Zo ontstond een sterke verdedigende positie. Het nadeel was wel dat de concentratie troepen kwetsbaar was voor Frans artillerievuur. Ze gedekt achter de heuvelruggen opstellen in een reverse slope-tactiek zoals Wellington voorstelde, was echter geen optie: dat vergde een tactische kundigheid en flexibiliteit die de Pruisen simpelweg niet bezaten.
Von Blücher had het Ie Korps van het Pruisische leger opgesteld langs de Ligne. De dorpjes Wagnelee, Saint-Amand en Ligny waren alle versterkt door Pruisische troepen. Het IIIde korps onder von Thielmann dekte een (te) ver uitgespreide linkerflank. Met alleen verdedigen kon men echter geen overwinning behalen. Ten westen van de vallei lag een open vlakte. Het oorspronkelijke plan was om hierover met een plots opduikend IVe Korps de Fransen in de linkerflank aan te vallen. Nu dat korps ontbrak, werd die taak aan Pirchs IIe Korps gegeven dat daartoe achter het Ie Korps werd opgesteld. Dat betekende wel dat de verdedigingslinie verzwakt moest worden. De reserveopstelling van het IIe Korps, direct achter het eerste, zou het voor de Fransen zeer moeilijk maken op dit punt een beslissende doorbraak te bewerkstelligen.
Von Blüchers staf had van de molen bij Brye af een goed uitzichtpunt, evenzo gebruikte Napoleon de molen bij Fleurus, te Naveau, als uitzichtpunt. Ze lagen op ongeveer drie kilometer afstand van elkaar. Een schilderij van de slag toont typisch minstens één molen. Napoleon overzag de slag met een grote telescoop die een speciale page steeds met zich meedroeg. Zijn genie timmerde in korte tijd een brede reling om het molenlichaam waar de keizer op kon staan.
Napoleon leidde de slag vanuit Fleurus, waar hij het Gardekorps concentreerde. Hij gaf aan maarschalk Emmanuel de Grouchy het bevel de Pruisen te verdrijven met de twee legerkorpsen die uit het zuiden gearriveerd waren: het Franse IIIe Korps onder Dominique Vandamme stond met 17 000 man tegenover St. Amand, het IVe Korps onder Étienne Maurice Gérard tegenover Ligny. Napoleons plan was een frontale aanval, terwijl de cavalerie van de Grouchy de Pruisische linkerflank zou omsingelen en oprukken naar Sombreffe. De frontale aanval paste bij de vooronderstelling dat de Pruisen toch al van plan waren terug te trekken. Napoleon had ten westen van Fleurus drie cavaleriedivisies geplaatst. Bij een sterke Pruisische verdediging konden die de beekstelling aan de westkant omvatten, over de open flank oprukkend. Maar daartoe hadden ze geen bevel gekregen: ze werden in reserve gehouden voor de nachtaanval richting Brussel.
Rond 11:00 kreeg Napoleon te horen dat het aantal Pruisen weleens een stuk hoger zou kunnen liggen dan de oude schatting van veertigduizend. Men zag grote eenheden uit het oosten toestromen. De grotere massa troepen schiep de gelegenheid een fors deel van het Pruisische leger in één klap uit te schakelen. Napoleon besloot de cavalerieaanval aan de oostkant te vervangen door een omvatting uit te voeren door de Keizerlijke Garde, 18 600 man sterk. Hij besefte dat het nuttig kon zijn de ontsnappingsroute naar het noordwesten af te snijden. De enkele cavaleriedivisie van Jean Domon die op de linkerflank opereerde was daartoe onvoldoende. Om 14:00 zond hij via chef-staf maarschalk Nicolas Jean-de-Dieu Soult een bevel naar maarschalk Michel Ney, de commandant van de observatiemacht die aan de linkerflank de Britten moest afdekken, om zo spoedig mogelijk het kruispunt van Quatre-Bras te nemen en dan meteen naar het oosten te zwenken in de rug van de Pruisen. Ney kon pas in de avond arriveren; mochten de Pruisen dan al verslagen zijn, zou hij beter Napoleon afwachten om gezamenlijk naar Brussel op te rukken. Het bevel was door Soult geformuleerd en is vaak bekritiseerd om de onduidelijkheid ervan. Het gaf Ney geen enkele indicatie van de urgentie van een westelijke omvatting en vroeg hem te voorspellen wanneer de vijandelijke nederlaag een feit was.

## De veldslag

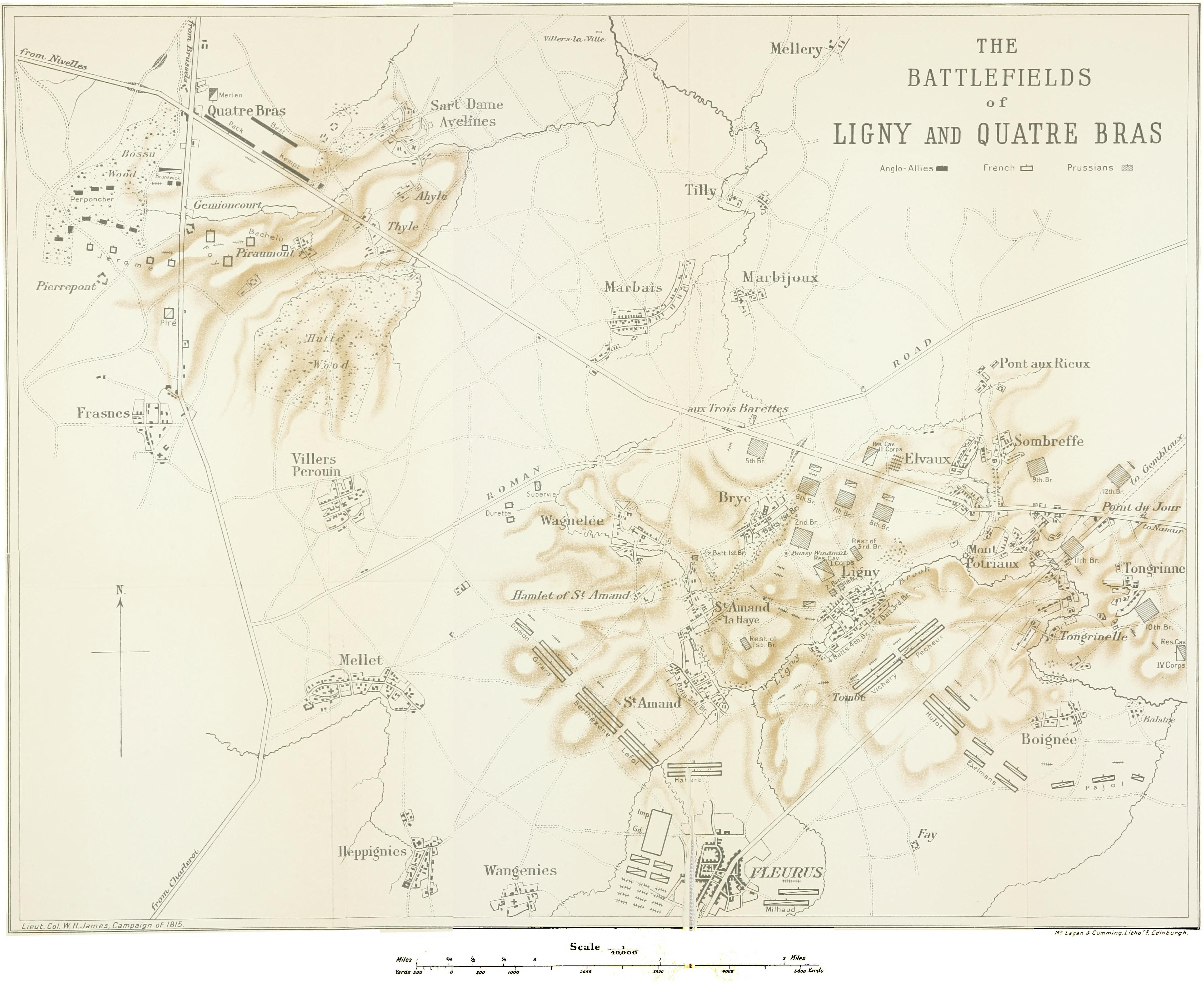
De opstelling bij het begin van de slag

Napoleon begon zijn aanval tussen 14:30 en 15:00 uur. Om 14:30 werden door de artillerie van de garde drie schoten afgevuurd als teken dat de slag was begonnen. Hij beval het IIIe Korps onder Vandamme en enkele gedetacheerde eenheden van het IIe Korps om Saint-Amand, een dorpje van enkele boerderijen aan te vallen. Het IVe Korps kreeg als taak om Ligny zelf aan te vallen. Zo zouden ze een concentrische aanval uitvoeren op de saillant gevormd door de bocht in de Lignebeek.

### Inleidende aanvallen

#### St. Amand
De aanval van het IIIe Korps op Saint-Amand werd uitgevoerd door de divisie van generaal Etienne-Nicolas Lefol, 4700 man sterk. De schermutselaars van het 15e Bataljon Lichte Infanterie gingen voorop, gevolgd door het 23e Linieregiment, begeleid door een militaire band. Ze stuitten op sterk verzet van de brigade van Friedrich Wilhelm von Jagow, maar na een zwaar artilleriebombardement week deze terug. Generaal Karl Friedrich Franciscus von Steinmetz heroverde het dorp echter met vier bataljons van het 12e en 24e Regiment van de 1e Brigade. Dit leidde tot een hernieuwde aanval van de Fransen, ditmaal door het 12e en 86e Regiment van de divisie van Jean-Baptiste Girard die afgestaan was door het Franse IIe Korps dat grotendeels bij Quatre-Bras lag. In een verbitterde strijd verloren de Pruisen 2500 man en moesten ze Saint-Amand opgeven. Een tegenaanval door de Westfaalse Landwehr mislukte.

#### Ligny
Tegen 15:00 opende generaal Étienne Maurice Gérard met het Franse IVe Korps de slag om het dorpje Ligny. Onder zwaar Pruisisch artillerievuur lukte het drieduizend man van de 12de Infanteriedivisie onder baron Marc Nicolas Louis Pécheux tot de kerk van het dorpje door te dringen waarbij de Pruisische troepen die de Ferme d'en Haut hadden bezet en versterkt werden verjaagd. Daar werden ze echter van alle kanten uit de huizen beschoten door de troepen van Wilhelm Henckel, terwijl de aanval stilviel voor de vijf meter brede beek. De Pruisen hadden het grote voordeel dat ze een aantal speciale Jäger-compagnies hadden, voorzien van dure geweren met getrokken lopen. Daarvan was de accuratesse veel hoger dan van de goedkope musketten die normale eenheden bezaten. Bij de Fransen hadden alleen de commandanten van eenheden schermutselaars zo'n duur geweer. Er vielen in enkele minuten vijfhonderd doden, waaronder twintig officieren, waarop de Fransen het dorp ontvluchtten.

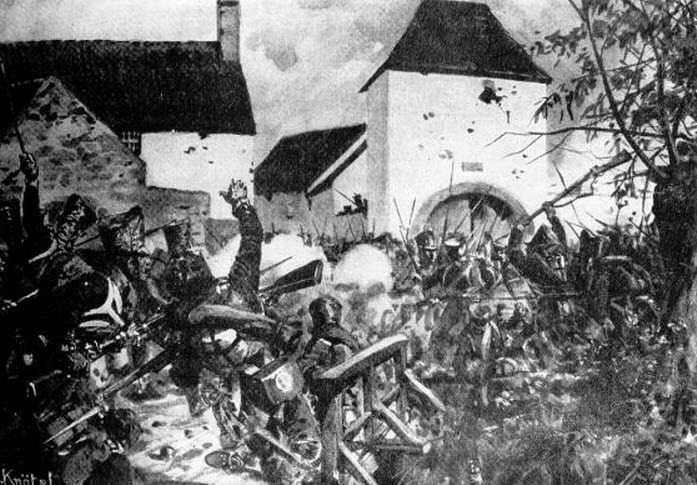
De Pruisen trekken over de brug van Ligny, vlak bij de Ferme d'en Haut

Toen het duidelijk was dat de Pruisen serieus slag wilden leveren, nam het belang van een flankaanval door Ney toe. Soult zond hem dus om 15:15 een tweede bevel om Napoleon te hulp te komen. De bewoordingen daarvan lieten deze keer niets aan duidelijkheid te wensen over. Het "lot van Frankrijk" lag in zijn handen en hij moest met "gebalde vuisten" op de vijand inslaan om een beslissende overwinning veilig te stellen. Nauwelijks was het bevel verzonden of het naar het noorden opmarcherende VIe Korps liet weten dat Ney hun bericht had dat hij bij Quatre-Bras tegenover twintigduizend man stond van het Engels-Nederlandse leger. Dat kwam als een schok: Ney zou zo nooit in staat zijn zich van de vijand los te maken. Besloten werd het Ie Korps, dat Ney moest versterken, in plaats daarvan naar Ligny te sturen. Koeriers werden uitgezonden om hem daarvan te verwittigen.
Napoleon stuurde een aantal twaalfponders van de Keizerlijke Garde, die samen met de artillerie van het IVe korps talrijke gebouwen van het dorp in brand schoten. Hoewel de Franse artillerie met 204 kanonnen tegenover 242 stuks Pruisisch geschut stond, was men door een grotere professionaliteit toch effectiever. Een tweede aanvalspoging van Gérard richtte zich op de westelijke en oostelijke toegangen van het dorp. Die liep echter vast, ook omdat aan de westkant het kasteel van Ligny een te lastig obstakel vormde. Gérard begreep nu dat snel opdringen tussen de huizen door nutteloos was en besloot de bebouwing systematisch te zuiveren. Dat leidde tot een reeks verbitterde huis-tot-huisgevechten waarin de partijen met bajonetten of de kolven van hun musketten als knuppel gebruikend elkaar op leven en dood bestreden. Krijgsgevangenen werden niet gemaakt. Henckel werd langzaam teruggedrongen, zijn brigade had 2500 van de 4700 man verloren. Zijn munitie raakte op. De Fransen namen het kasteel en de hele zuidoever, terwijl ze de beek overstaken. De Pruisische 3de Brigade, persoonlijk door von Jagow aangevoerd, werd nu van de kant van Brye het dorp ingestuurd. Twee van zijn bataljons heroverden de noordoever en het kasteel. Overstekend naar de zuidoever werden deze troepen echter overvallen door het Franse 30e en 98e Infanterieregiment en uiteengeslagen. De Fransen rukten weer op tot over de beek. Dit dwong von Blücher vier bataljons aan het IIe Korps te onttrekken om het dorp weer te heroveren. Dat was precies de opzet van Napoleon: door de Pruisische reserves geleidelijk naar voren te lokken maakte hij hun verdedigende opstelling steeds ondieper en verloren ze het vermogen nog krachtdadig een Franse doorbraak af te stoppen. Twee bataljons van de Elbe Landwehr en twee van het Colbergregiment zuiverden de noordelijke oever. Negentien Pruisische bataljons waren nu al bij Ligny ingezet. De positie mocht echter niet vallen want dan zouden de Fransen in de rug komen van Saint-Amand.

### De Pruisische flankaanval
Nadat de Fransen Saint-Amand hadden veroverd, rukten ze verder op naar het kasteel van Saint-Amand-la Haye en westelijker bedreigden ze het kasteel van L'Escaille. Hiermee dreigde de Pruisische rechterflank ineengedrukt te worden. Slechts kartetsvuur van de Pruisische artillerie hield de Fransen nog op afstand. Hierop beval von Blücher delen van het IIe Korps de geplande omtrekkende aanval om de Franse linkerflank uit te voeren. Het bleek echter niet meer mogelijk daarvoor het hele korps in te zetten. Een frontale bindende aanval door Otto von Pirchs 2de Brigade om het kasteel van la Haye te hernemen faalde, hoewel generaal Girard hierbij dodelijk gewond raakte door een schot in een long; hij overleed op 25 juni in Parijs aan zijn verwondingen na nog op 22 juni tot Hertog van Ligny te zijn verheven in een van de laatste daden van Napoleon als staatshoofd. De omtrekkende beweging door de brigade van Ernst von Tippelskirch viel in een Franse hinderlaag. Vandamme had rond Wagnelée versterkingen laten aanrukken, en nadat de Pruisen het dorp verlieten, liepen ze recht in tirailleurslinies van Franse infanterie die in de velden vol manshoge rogge verscholen lagen. Geconcentreerde musketsalvo's gevolgd door een bajonetaanval sloegen de brigade uiteen.
Intussen had von Blücher zijn waarnemingspost in de windmolen verlaten en ging zelf in de strijd voorop, de troepen aansporend met een Vorwärts! Vorwärts! In Gottes Namen! Hierdoor geïnspireerd gelukte een Pruisische tegenaanval op de in de voorgaande strijd reeds verzwakte Franse troepen rond Saint-Amand-la-Haye waarbij het kasteel weer in Pruisische handen viel. Rond 17:00 was de situatie op het slagveld zeer verward geworden. Saint-Amand, Saint-Amand-la-Haye en Wagnelée wisselden in korte tijd van bezitter. Het is echter duidelijk dat 27 000 Fransen met zo'n 41 000 Pruisen in gevecht waren en daarbij geleidelijk de overhand kregen.
Napoleon kon tevreden zijn en besloot de genadeslag toe te brengen door nu ook de keizerlijke garde in te zetten. Eerst liet hij daartoe de divisie Hulot een aanval uitvoeren op Sombreffe. Dat lokte het Pruisische IIIe Korps, en veel eenheden die aan het hergroeperen waren nadat ze wegens verliezen uit de frontlijn waren teruggenomen, naar het oosten. Intussen stelde hij drie colonnes van de Jonge en Oude Garde op om net stroomafwaarts van Ligny een beslissende doorbraak te bewerkstelligen, door hemzelf in persoon begeleid. Men was al binnen het bereik van de Pruisische kanonnen gekomen, toen de aanval plots moest worden onderbroken: Vandamme kwam met het alarmerende bericht dat hij door Britse troepen van achteren omtrokken werd.

### Napoleon onderbreekt zijn offensief

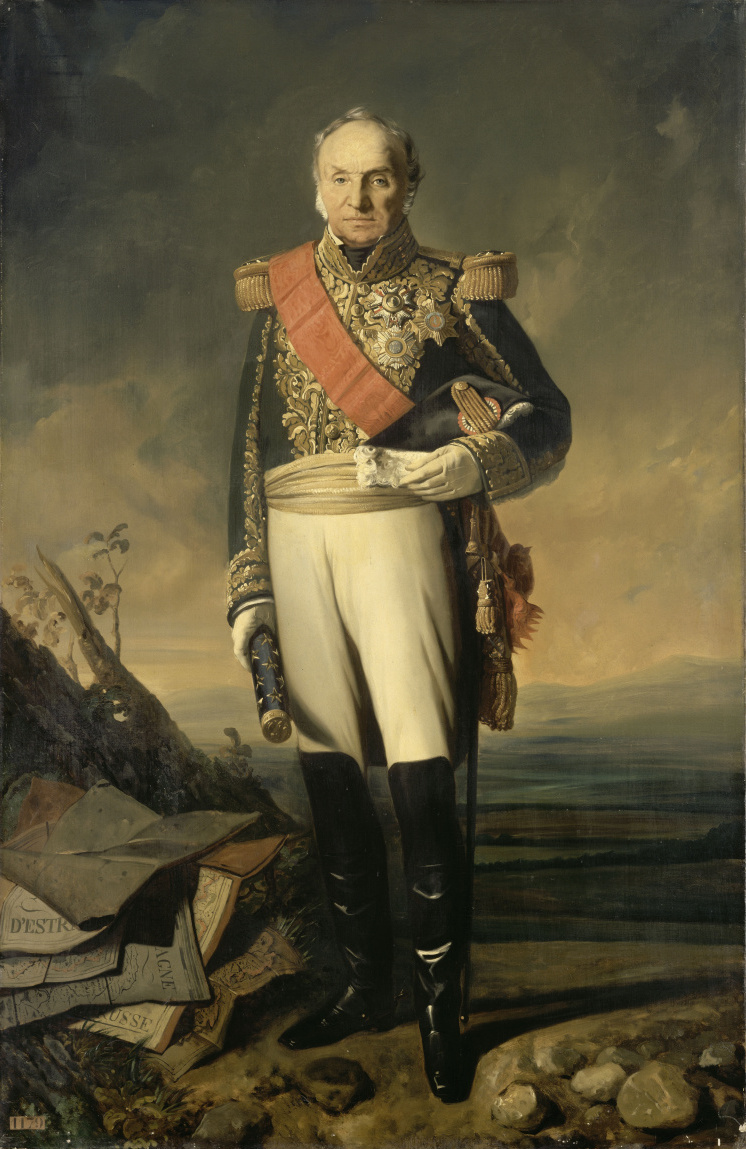
d'Erlon marcheerde naar Quatre-Bras, naar Ligny en terug naar Quatre-Bras, maar vocht nergens mee

Op de Franse linkerflank zagen de troepen van Vandamme in de verte rond 16:30 een legermacht tevoorschijn komen, ten zuiden van het Bois Delhutte naar het oosten trekkend. Dit suggereerde dat de Britten Ney hadden verslagen of oostelijk gepasseerd en nu de Fransen van achteren wilden aanvallen. Dat werd bevestigd door de zuidelijke koers die het naderend legerkorps eerst nam, waarna men afboog om via de oude Romeinse heerbaan naar het noordoosten op te rukken. Toen dit korps in de rug van het IIIe Korps kwam, raakten de troepen daarvan in paniek en begonnen naar het oosten te vluchten. Het ging echter niet om de Britten maar het Franse Ie Legerkorps onder Jean-Baptiste Drouet d'Erlon, dat rond 15:30 opgedragen was de Pruisische rechterflank te omsingelen. Soult had nagelaten Vandamme van dit plan op de hoogte te stellen.
Napoleon, die wel even zeker moest stellen dat het toch geen Britten waren, laste een gevechtspauze in terwijl hij een adjudant stuurde om poolshoogte te nemen. Mocht het het Franse korps zijn dan kon hij dat ook goed gebruiken voor de komende aanval. Tot zijn verbijstering zag hij toen dat het korps op nog slechts enkele kilometers afstand van het slagveld weer rechtsomkeer maakte. Maarschalk Ney had d'Erlon opgeroepen hem te helpen in de Slag bij Quatre Bras. Uiteindelijk zou het korps bij geen van beide veldslagen vechten. Er is veel inkt gevloeid over de vraag wie schuldig was aan dit debacle. Volgens d'Erlon kreeg hij te Frasnes, vlak ten zuiden van Quatre-Bras, een aan hemzelf gericht bevel van Napoleon zo snel mogelijk naar Ligny op te rukken. Onmiddellijk zette hij toen die beweging in. Latere historici hebben echter vermoed, omdat er geen kopie van dit bevel in de registers is opgenomen, dat dit in feite het derde bevel was dat Soult aan Ney gericht had en dat d'Erlon op eigen initiatief het plan al begon uit te voeren, zonder het eerst aan Ney door te spelen. Die schijnt het pas in de avond vernomen te hebben. In ieder geval was Ney woedend dat het korps plotseling verdween. Hij meende het hoe dan ook nodig te hebben. Of hij stond tegenover Wellingtons hele leger en dan dreigde hij daardoor verpletterd te worden als hij niet ondersteund werd, of het betrof vrij zwakke krachten die de Britten inderhaast naar voren gestuurd hadden en dan kon hij die met twee korpsen enorme schade toebrengen. Omdat het Ie Korps formeel onder zijn bevel stond, haalde hij het weer naar Quatre-Bras terug, waar het te laat aankwam. Het is wel gesteld dat deze blunder Napoleon de hele campagne kostte omdat de inzet van het korps of de Britse voorhoede of het Pruisische leger vernietigd zou hebben. Overigens liet d'Erlon de divisie Durutte ten westen van het slagveld van Ligny achter omdat de Franse flank daar hem erg kwetsbaar leek. Net als met de drie cavaleriedivisies heeft Soult daar verder niets mee gedaan.
Het misverstand kostte Napoleon bijna al meteen de Slag bij Ligny. Door de verwarring duurde het een uur voordat hij de aanval van de garde kon hervatten. De Pruisen hadden van deze tijd gebruikgemaakt en zich gehergroepeerd. Von Blücher zag vanaf zijn molen bij Brye dat het Franse IIIe Korps vluchtte en beval zijn troepen van Saint-Amand uit de achtervolging in te zetten. Het kostte de Franse officieren de grootste moeite hun manschappen weer in het gareel te krijgen. Het Franse leger was in juni 1815 veel labieler dan in eerdere campagnes. De mannen die meededen waren vaak bezield door een revolutionair elan. Men haatte de restauratie van het oude koningshuis van de Bourbons. In de aanval waren die daarom zeer fel. Het nadeel was dat de stemming ook makkelijk kon omslaan in hevige negatieve emoties van angst en teleurstelling. Men vertrouwde de eigen officieren ook niet omdat die vaak met Lodewijk XVIII hadden samengewerkt. Bij iedere tegenslag weerklonk de kreet "Verraad!". Napoleon was gedwongen Vandammes korps te versterken door de Franse Jonge Garde onder Guillaume Philibert Duhesme naar het westen te sturen. Deze stopte de Pruisische aanval en dreef de Pruisen in hun stellingen terug.

### De situatie rond 19:00
De Grouchy's cavalerie was er intussen in geslaagd op de oostflank Tongrenelle te veroveren en rukte op naar Mont-Potiaux. In het centrum werd rond Ligny tegen 19:00 nog hevig gevochten. De Franse artillerie begon systematisch alle huizen op de noordoever in puin te schieten. Daarbij brandde bijna het hele dorp af. Bij het kasteel vatte een houten schuur vlam en het vuur werd zo intens dat de Pruisen gedwongen waren het bouwwerk te verlaten. Von Blücher stuurde rond deze tijd nieuwe versterkingen Ligny in, vermoedelijk uit het korps van von Pirch. Het aantal hier gebonden Pruisische bataljons liep zo op tot eenentwintig. De meeste daarvan hadden het grootste deel van hun gevechtswaarde verloren. Ze waren gedecimeerd door verliezen, de munitie raakte op en van hun musketten was de loop door kruitresten verstopt, terwijl de vuurstenen versleten waren. Ook aan Franse zijde werden regelmatig nieuwe eenheden het stadje ingestuurd. Saint-Amand bevond zich weer in Franse handen.
Von Blücher verzamelde de laatste reserves uit het IIe Korps en leidde persoonlijk een aanval op Saint-Amand. De herovering van Saint-Amand-le-Hameau slaagde, maar bij een poging St. Amand te heroveren werden zij door de keizerlijke garde teruggeslagen. In wanorde trokken zij naar Saint-Amand-la-Haye terug.

### Beslissende aanval door de Oude Garde

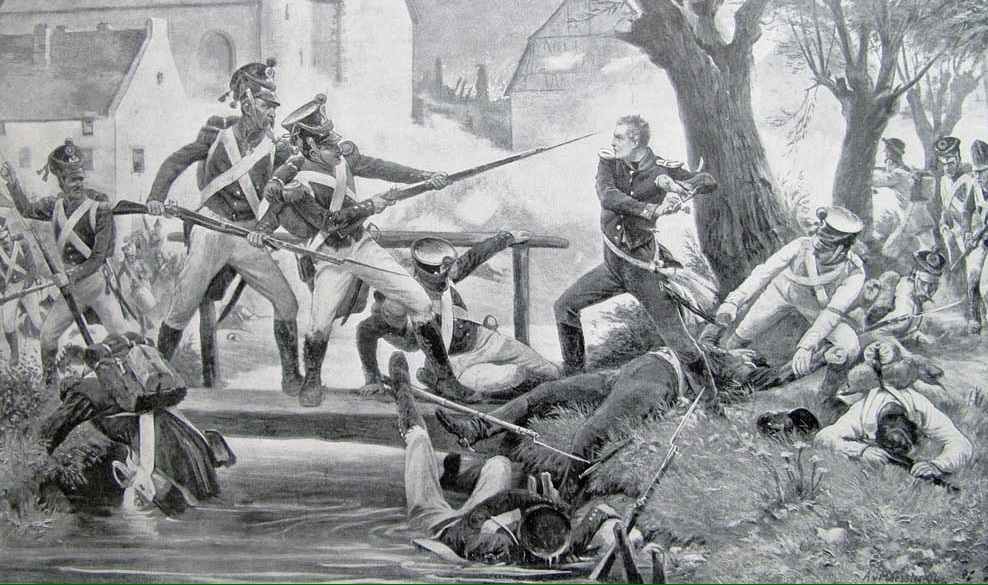
Het laatste wanhopig Pruisisch verzet in Ligny

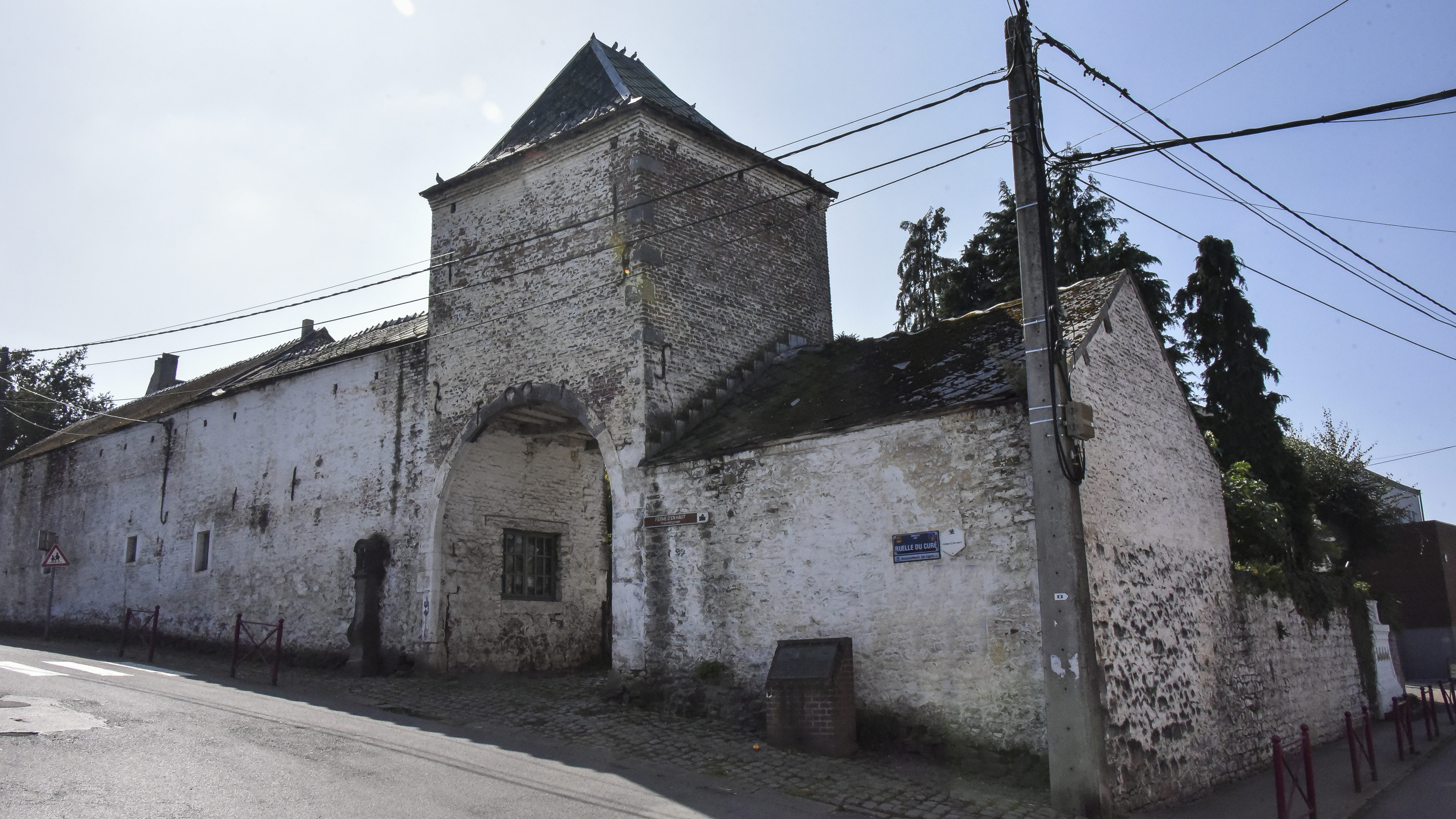
Ferme d'en Haut die enkele keren van bezetter wisselde

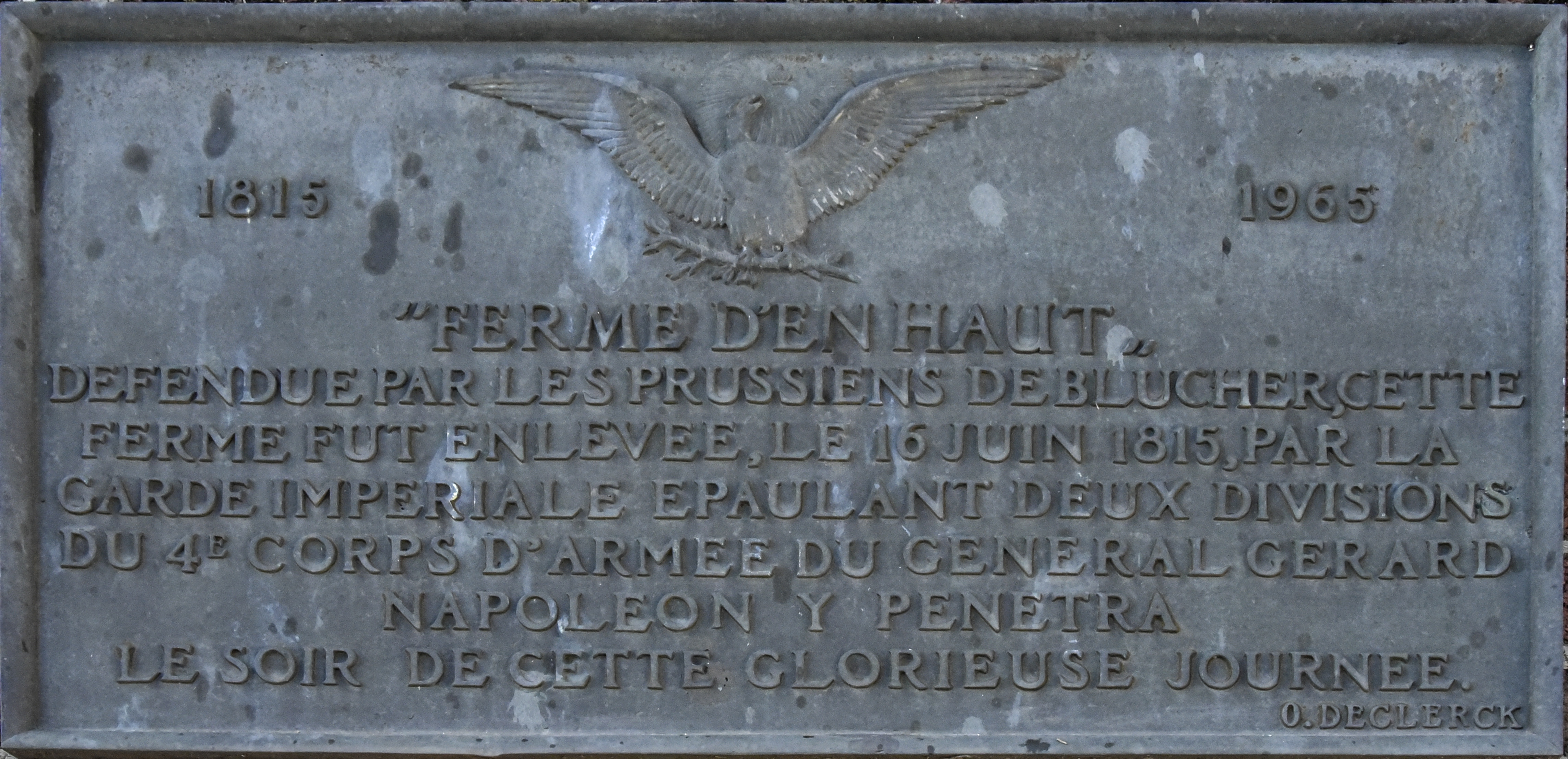
Aan de Ferme d'en Haut

In deze situatie besloot Napoleon de slag te beslissen door alsnog zijn plan uit te voeren om de Keizerlijke Garde in te zetten. De aanval zou wel wat verzwakt zijn doordat de Jonge Garde al bij Saint-Amand vocht. Hij beval de Oude Garde, de door Guyot aangevoerde reservecavalerie van de Jonge Garde, en Milhauds 2700 man sterke kurassiers het Pruisische centrum bij Ligny aan te vallen. Men moest het dorp zowel frontaal aanvallen als aan de flanken omtrekken. De garde-artillerie beschoot twintig minuten lang de Pruisische stellingen. Napoleon observeerde persoonlijk de geschutsopstellingen van Pruisische twaalfponders op de tegenovergelegen heuvelrug. Het viel hem op dat daartussen geen troepen meer te zien waren. "Ze zijn verloren!" riep hij uit, "Het mankeert hun aan reserves!". Tegen 19:45 begonnen twee divisies Oude Garde met een stormaanval op Ligny. De dramatiek van het gebeuren werd versterkt doordat er nu een hevig onweer losbarstte. Het was op de 15e en 16e erg heet geweest. De stortbui duurde echter niet lang en al snel brak de zon weer door. De door vijf uur strijd uitgeputte Pruisen weken terug.
Het Pruisische IIIe Korps onder von Thielmann poogde nu de troepen in de saillant te ontlasten door de Garde op de rechterflank aan te vallen. Hij overschreed de Lignebeek. Onmiddellijk werd hij echter door Franse cavalerie aangevallen. Zijn eigen cavalerie werd verslagen en zijn infanterie moest zich weer over de beek terugtrekken.

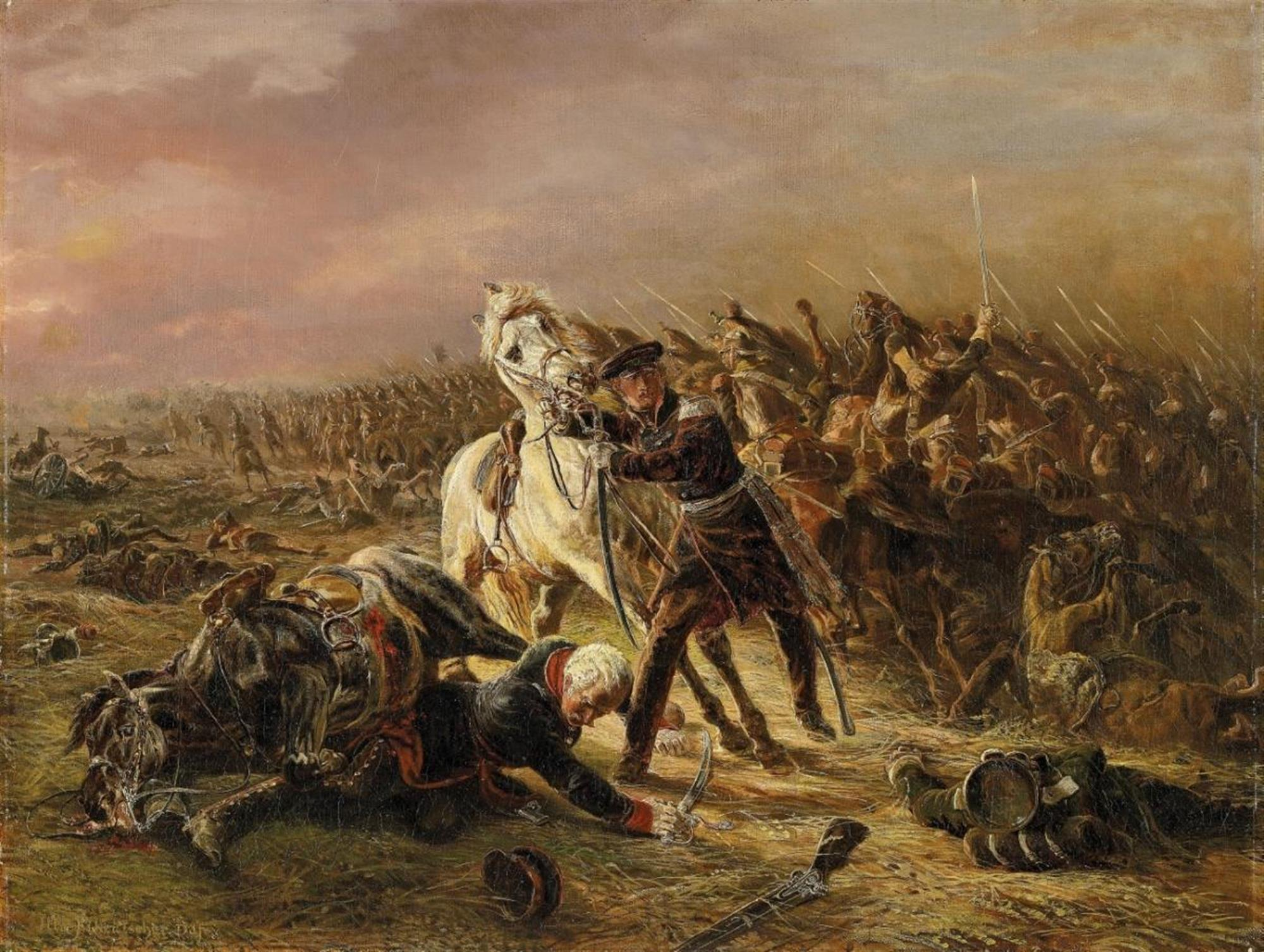
Von Blücher onder zijn paard

Rond 20:00 meldde Kraft het dorp Ligny niet langer te kunnen houden. Een half uur later brak de Oude Garde bij Ligny door. Pruisische infanterie die Ligny nog probeerde te bereiken, werd door de cavalerie van Milhaud in carré gedreven. In zo'n vierkante opstelling kon men voorkomen onder de voet te worden gelopen. Langzaam trok men zich zo terug. Dit ziende, beval von Blücher tot een tegenaanval door de reservecavalerie van Friedrich Erhard von Röder. Opnieuw nam hij zelf persoonlijk aan de aanval deel. Hierbij werd zijn paard door een kogel dodelijk geraakt en begon steeds langzamer te lopen. Hij riep nog tegen een van zijn adjudanten, majoor graaf August Ludwig von Nostitz, Ich bin verloren! toen zijn paard boven op de 72-jarige maarschalk viel. Von Nostitz hurkte naast het paard maar kon het lichaam van de maarschalk er niet onder uit trekken. Niet ontdekt door de over en langs hem heenrijdende Franse kurassiers, werd hij een tijd later door Pruisische ruiters ontzet. Tot zijn verbazing leefde de maarschalk nog. In de tussentijd sloeg de Franse cavalerie de Pruisische tegenaanval af.

### De Pruisen vluchten

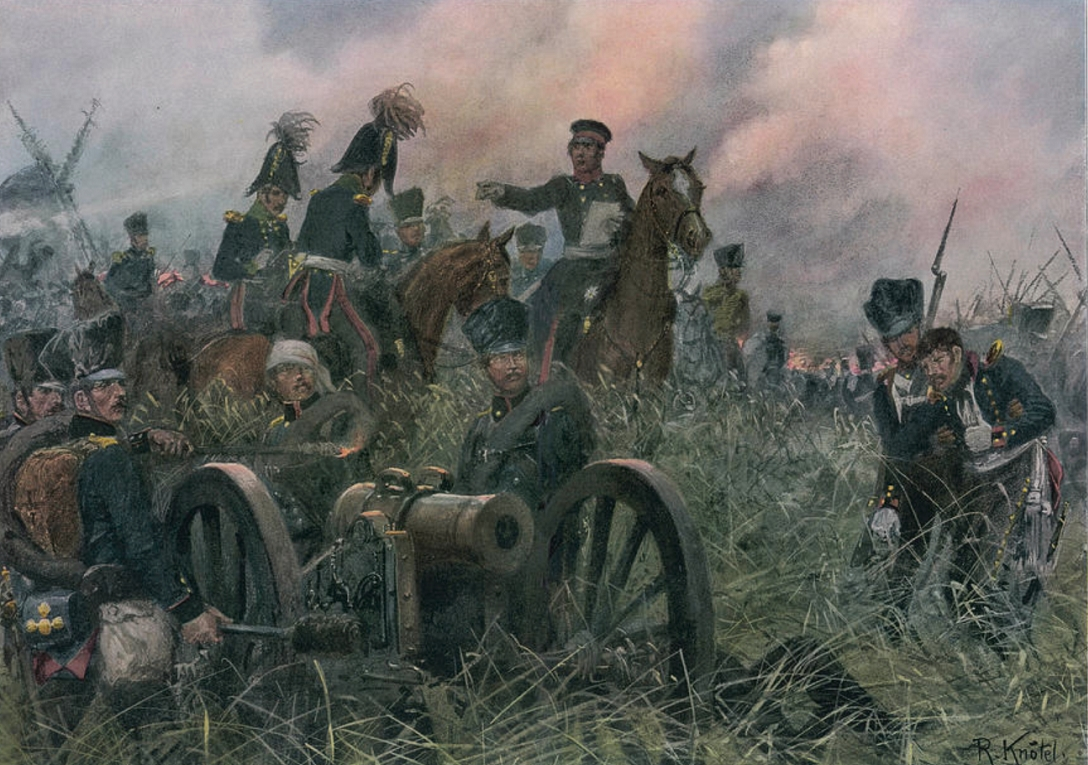
Von Gneisenau geeft bevelen bij Brye

Toen ze bemerkten dat het front gebroken was, begonnen de achterliggende Pruisische troepen en de legertros naar het noorden te vluchten. De meeste voorste eenheden bleven echter front maken, uit vrees neergesabeld te worden. Zeer geleidelijk weken ze naar achteren totdat men stilhield op de lijn Brye-Sombreffe die de hele nacht gehouden werd. Na negen uur werd het snel donker. Tegen 21:00 hadden de meeste Pruisische formaties het slagveld verlaten en zich losgemaakt van de vijand. Von Zietens Iste Korps trok zich op de rechtervleugel langzaam met zijn artillerie terug, en liet een eenheid (Jagows brigade) achter te Brye om de Franse achtervolging te vertragen. Deze hield tot drie uur 's nachts hier stand. Op de linkervleugel trok luitenant-generaal Johann von Thielmann zijn IIIde Korps intact terug, een sterke achterhoede te Sombreffe achterlatend. Te middernacht was von Blücher gevonden. De beide achterhoede-eenheden fungeerden als baken voor de terugvallende infanterie. Een 8000 Rijnlandse soldaten maakten van de verwarring gebruik om te deserteren, in een grote massa naar Luik vluchtend.
Het Pruisische leger meende duidelijk verslagen te zijn. Evenzeer achtten de Fransen zich de overwinnaars. Het kwam echter niet tot een achtervolging. Het Franse leger was er bijna even erg aan toe als het Pruisische. Het Franse IIIe Korps was moreel geknakt. Het IVe Korps had zware verliezen geleden. Napoleon voelde er weinig voor zijn geliefde garde te wagen aan een nachtelijke tocht om zeventigduizend Pruisen te zoeken. De Pruisen hadden zo'n achttienduizend man verloren aan doden, gewonden en krijgsgevangenen. Desertie kostte hun nog eens tienduizend man. Zelfs dan bleef er een legermacht over van vijfenvijftigduizend man en hadden ze een klein numeriek overwicht over Napoleon die van zijn vijfenzestigduizend man er dertienduizend verloren had.
Bij afwezigheid van de zoekgeraakte von Blücher viel het commando toe aan von Gneisenau. Deze besloot, conform de eerder opgestelde plannen, tot een terugtocht richting noorden. Eerst wilde men naar Tilly terugvallen, later werd dat veranderd in het veiliger, en eenvoudiger te vinden, Waver. Dit betekende, vergeleken met Luik, weliswaar een aanzienlijke verlenging van de bevoorradingslijnen naar de Rijn, maar hield in ieder geval de mogelijkheid open Wellington bij een Franse aanval te hulp te komen. Tot Von Gneisenaus opluchting bleek het grootste deel van de artillerie behouden te zijn: slechts eenentwintig kanonnen gingen verloren. Men viel terug via Gembloers waar intussen het IVe Korps was aangekomen dat zo de aftocht kon dekken. De terugtocht betekende dat Wellingtons linkerflank ontbloot werd en groot gevaar liep voor een Franse omvatting. Onmiddellijk werd een koerier gezonden om hem te waarschuwen. Die werd echter door de Fransen neergeschoten. Wellington zou pas de volgende ochtend rond 07:30 vernemen dat de Pruisen verslagen waren.
In de vroege nacht kwam het Pruisische opperbevel opnieuw bijeen in het noorderlijke Mellery. Von Gneisenau was nu veel pessimistischer: de zeshonderd wagens van de munitietreinen van de drie korpsen waren zoek en hij vreesde dat ze in Franse handen gevallen waren. Zonder nieuwe munitie kon het leger geen slag meer leveren. Hij overwoog alsnog naar Luik terug te trekken. Een kamer verderop in het huis waar ze vergaderden werd echter de net teruggekeerde Von Blücher behandeld. Zijn pijn onderdrukkend met een fles champagne liet hij zijn gekneusde benen inwrijven met een mengsel van Schnapps, rabarber en knoflook. Luidkeels spoorde de maarschalk zijn stafofficieren aan wat optimistischer te zijn: "We hebben klappen gehad maar na wat uitdeuken kunnen we er weer tegenaan!"

## Afloop

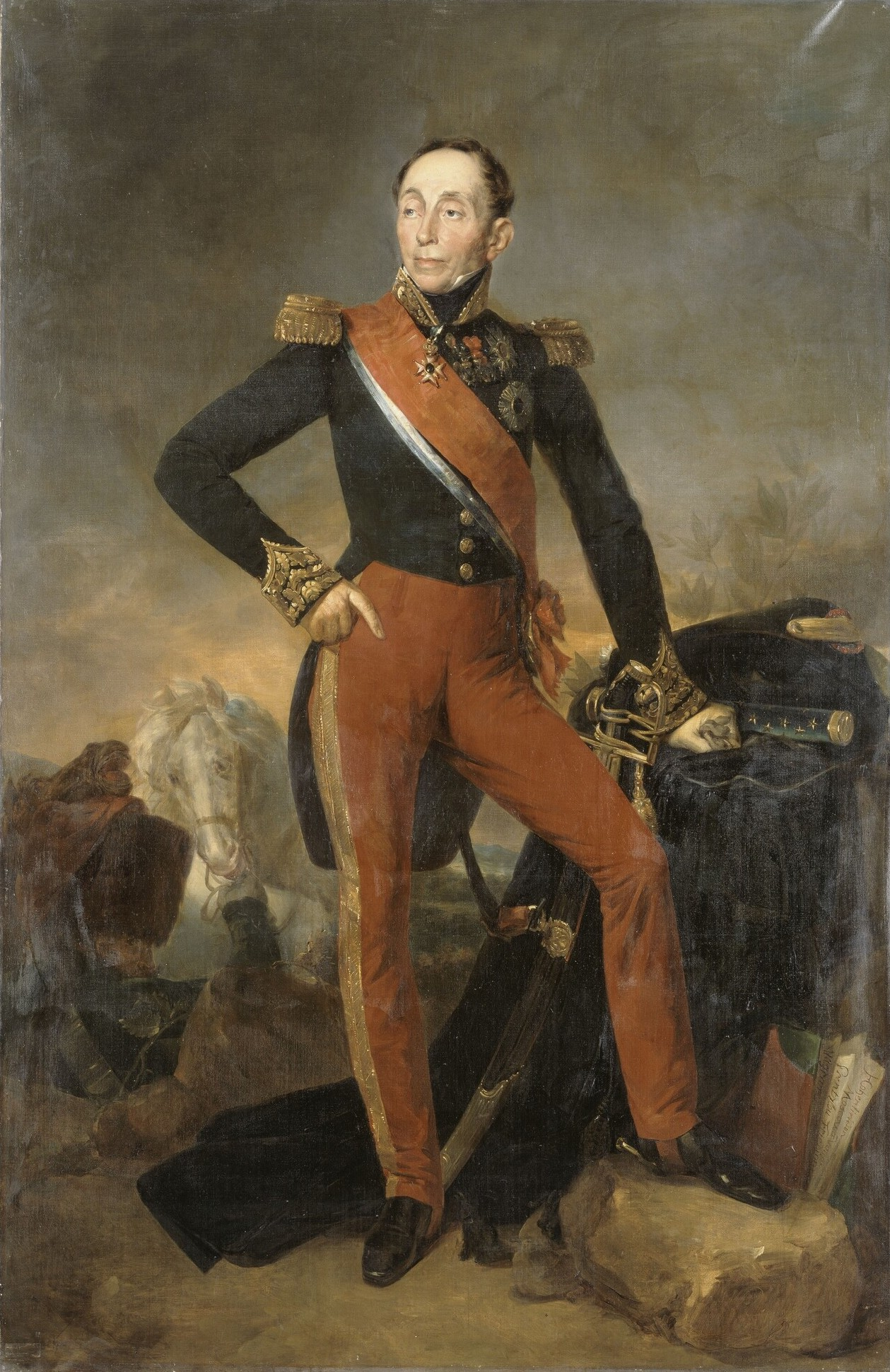
De Grouchy kreeg van Napoleon de opdracht te verhinderen dat de Pruisen nog een gevaar zouden vormen

Voor Napoleon was de dag heel anders gelopen dan hij verwacht had. In plaats van zijn vijanden moeiteloos te verstrooien, was hij door ze gedwongen met plots opduikende grote legerconcentraties slag te leveren, zonder de tijd te hebben zijn eigen troepen daarvoor optimaal in te zetten. Daardoor was het ook niet gelukt de kans uit te buiten ze in één klap uit te schakelen. Hij had daarbij nog van geluk mogen spreken dat Wellington en Bülow niet alert genoeg gereageerd hadden anders was een doorbraak bij Ligny onmogelijk geweest en was het hele terrein ten oosten van Quatre-Bras met geallieerde troepen volgelopen. Er zou dan een continu Brits-Pruisisch front ontstaan zijn, tweehonderdduizend man sterk en dus met een groot numeriek overwicht over zijn eigen honderdtwintigduizend man.
Hun fouten boden in beginsel de gelegenheid door het inzetten van het Franse Iste korps onder d'Erlon bij een van beide veldslagen een beslissend voordeel te behalen. Bewonderaars van Napoleon hebben dat aspect vaak sterk beklemtoond, alsof hun held door de blunders van ondergeschikten van een zekere overwinning beroofd werd. Ney had echter ook met dat korps geen heel groot overwicht en als d'Erlon bij Ligny niet omgedraaid was, zou zijn korps vermoedelijk het gevluchte IIIe Korps in de linie afgelost hebben zodat het gevechtsverloop niet heel verschillend zou zijn geweest. Het Ie Korps was op 14 juni al vertraagd geraakt. Alleen als zich dat niet had voorgedaan, zou het mogelijk geweest zijn deze eenheid echt effectief te gebruiken.
De Pruisische nederlaag bij Ligny bood Napoleon twee grote kansen. Als eerste optie kon hij ervoor kiezen de Pruisen met zijn hoofdmacht te blijven achtervolgen. Ze hadden zich dan niet meer kunnen consolideren en de kans was groot dat hij ze had kunnen vernietigen voordat ze zich met de Britten wisten te verenigen of zich in de vesting Luik konden verschansen. Napoleon vreesde echter dat de Britten hem in dat geval van achteren zouden aanvallen of juist Antwerpen in staat van verdediging zouden brengen. Hij wilde vooral het Britse leger verslaan in de hoop dat dit tot de val van de conservatieve Britse regering zou leiden waarna een liberaal kabinet vrede zou sluiten. Dat zou de Russen huiverig maken de oorlog voort te zetten, terwijl met de Oostenrijkers, zo was zijn ervaring, altijd wel een voor beide partijen voordelige overeenkomst viel te sluiten. Nog voor hij uit Elba terugkeerde, hadden de geallieerden op het Wener Congres grote ruzie gekregen en het was bijna tot een oorlog gekomen tussen een coalitie van Engeland, Frankrijk en Oostenrijk en een bondgenootschap van Pruisen en Rusland die zoveel mogelijk van Saksen en Polen wilden annexeren. Als hij die gebieden aan de Oostenrijkse keizer bood, wellicht met Beieren, Silezië en Italië erbij, was die misschien wel bereid zijn schoonzoon te vergeven. Volgens het latere oordeel van Wellington getuigde dit plan van een wel zeer optimistisch wensdenken. Napoleon onderschatte de aversie die de Britse elite tegen hem had en de Britten hadden zonder risico kunnen afwachten wat het verdere verloop van de campagne zou zijn.
Gezien Napoleons hoopvolle verwachting zou het logisch geweest zijn dat hij zijn tweede kans onverwijld zou uitbuiten: bij Quatre-Bras het leger van Wellington te verrassen dat onwetend van de Pruisische nederlaag zeer kwetsbaar was voor een Franse aanval over de ongedekte linkerflank. Napoleon geloofde echter niet dat dit leger zich daar werkelijk bevond. Hoewel hij na de snelle concentratie van het Pruisische leger toch beter had moeten weten, wilde hij de hoop niet opgeven dat dan althans de Britten niet in staat zouden zijn hun strijdmacht op tijd te verzamelen. De paniekerige berichten van Ney in de avond van de 16e deed hij af als "onzin". Hoogstens was een wat grotere voorhoede aanwezig. En mocht Wellington er onverhoopt toch zijn geweest dan was hij nu in ieder geval weer verdwenen na bericht te zijn dat von Blücher verslagen was.
Hoe dan ook kon Napoleon niet heel snel oprukken want de Franse munitietrein had in de avond van 16 juni pas Charleroi bereikt. De troepen moesten van nieuw buskruit, lood en kanonskogels worden voorzien. Die tijd benutte hij om met de Grouchy in de vroege ochtend het slagveld te bezoeken. Voordat hij Saint Amand kon binnenrijden, moest eerst een kwartier lang een kniehoge smurrie van modder, mensen- en paardenvlees opzijgeschoven worden. Ligny was zeker zo deprimerend: men was bezig op het kerkhofje van het dorp vierduizend naakte lijken op te stapelen. Verder werd het veldhospitaal met de gewonden bezocht. Napoleon toonde wel vaker een dergelijke betrokkenheid met het lot van zijn troepen, ten dele omdat hij een emotioneel man was maar ook vanwege de propagandawaarde. Ditmaal overheerste de somberheid. De Grouchy, zelf een introverte intellectueel, verhaalde later dat ze zwijgend opreden. Uiteindelijk vroeg hij de keizer om zijn orders. "U zult mijn orders wel horen als ik ze u geef" antwoordde die kortaf.
Rond 10:00 kwam een nieuw bericht binnen van Ney. Deze zat duidelijk verlegen om versterkingen of tenminste wat aansturing. Wellingtons leger was intussen uitgegroeid tot zo'n vijftigduizend man. Ney verwachtte een aanval en beloofde tot het uiterste te zullen standhouden. In zijn memoires stelt Napoleon dat hij zichzelf op dat moment wel voor zijn kop kon slaan. Als hij bij zonsopgang vertrokken was, had hij Wellington al overrompeld kunnen hebben. Misschien was het nog niet te laat. Hij beval de Keizerlijke Garde, die maar duizend man verloren had, en het verse VIe Korps naar Quatre-Bras op te rukken. Ney kreeg bevel onmiddellijk een bindingsaanval uit te voeren. Toen Napoleon echter tegen het middaguur Quatre-Bras naderde, werd hij verontrust door het ontbreken van kanonvuur. Bij aankomst bleek Wellington al ontsnapt te zijn. Op bericht van de Pruisische nederlaag hadden de Britten eerst nog een hartig ontbijt genuttigd en om tien uur hun kamp opgebroken om in de richting van Brussel terug te trekken. Napoleon probeerde ze nog te achterhalen, maar alleen zijn cavalerie lukte het om met de Britse achterhoede bij Genappe schermutselingen uit te voeren, waarna een enorm onweer dat rond 15:00 losbarstte de Britse aftocht dekte.

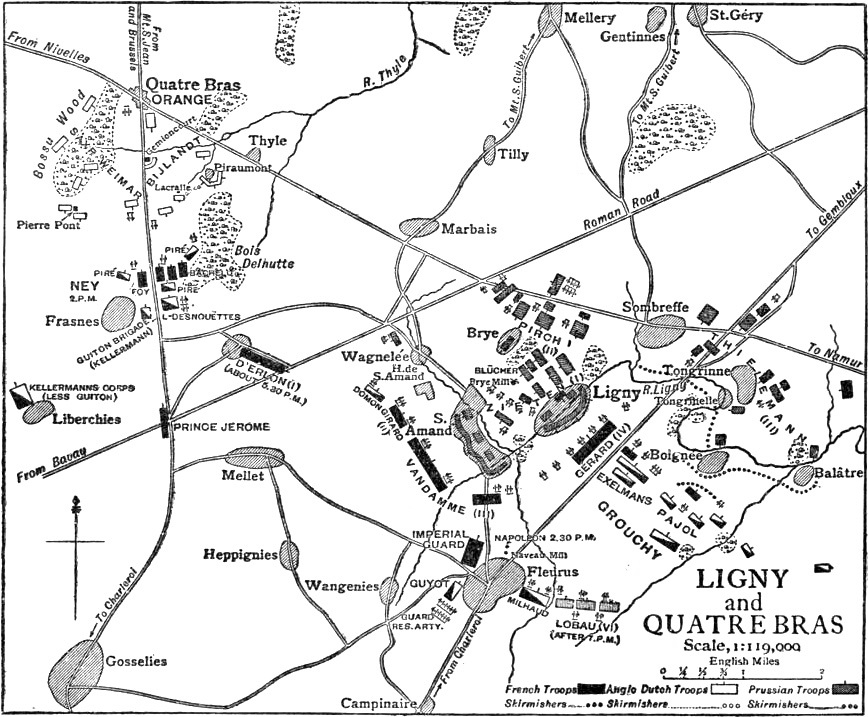
Hoewel een terugtocht in noordelijke richting geografisch voor de hand lag, werd deze niet ontdekt door een gebrek aan verkennende cavalerie

De Grouchy kreeg opdracht met de twee korpsen, het IIIe en IVe, die al bij Ligny hadden gevochten, de Pruisen te achtervolgen. Hiermee meende Napoleon voldoende gedaan te hebben om een vereniging van de twee vijandelijke legers te voorkomen. De divisie Girard, die zware verliezen geleden had, moest achterblijven om het slagveld te bewaken. De Grouchy protesteerde tegen deze opzet. Normaliter werd voor zo'n opdracht slechts één observatiekorps ingezet. Het leek hem veel veiliger als de keizer minstens een korps extra meenam en het beste was de strijdmacht helemaal niet te splitsen. Napoleon wuifde zijn bezwaren echter weg: hij kon ook zonder wel met de Britten afrekenen. Problematisch was dat geen van beide mannen ook maar een flauw idee had waar de Pruisen zich eigenlijk bevonden. Het leek Napoleon logisch dat ze zich naar Luik, Namen of Luxemburg zouden proberen terug te trekken. De Grouchy kreeg opdracht al die routes te verkennen. Daarnaast moest de Grouchy voorkomen dat de Pruisen de Britten zouden bereiken. Napoleon dacht niet dat de dreiging daarvan groot was maar men kon niet weten. In feite vielen de Pruisen niet terug naar hun bevoorradingsbases in het oosten, maar parallel met de geallieerden in noordelijke richting. Dat dit niet meteen ontdekt werd, kwam doordat het IIIe en IVe Korps hun cavaleriecommandanten verloren hadden. De commandostructuur raakte daardoor zo verzwakt dat ze bij zonsopgang geen "vedettes" uitzonden, het normale cavaleriescherm. Napoleon zou de reservecavalerie zelf meenemen zodat de Grouchy slecht uitgerust was voor zijn lastige taak.
Wie wel vroeg op verkenning uitging, was Claude Pierre Pajol die met zijn Ie Cavaleriekorps de weg naar Namen opreed. Al snel moest hij concluderen dat de weinige Pruisen die hij onderschepte onmogelijk Von Blüchers hoofdmacht konden vertegenwoordigen. Achterdochtig geworden zwenkte hij naar het noorden en trok in de vroege middag door Gembloers. Aan de noordzijde van het plaatsje ontvouwde zich een panorama over de pauzerende Pruisische legermacht. De hele vlakte leek gevuld met kanonnen. Het Pruisische IVe Korps had zich dwars op de route naar Waver geposteerd en daardoorheen brachten de colonnes van de andere drie korpsen zich in veiligheid. Hoewel de troepen al anderhalve dag onafgebroken op de been waren, had de indruk dat de leiding de zaak weer onder controle had, hun moreel sterk verbeterd. De paraatheid nam snel toe. In de middag meldden de munitietreinen zich ook weer die door hun jonge officieren, ondanks een gebrek aan ervaring, toch bekwaam via een oostelijke omweg buiten het bereik van de vijand gehouden waren. Von Gneisenau moest nu weifelend toegeven dat het leger al op de 18e opnieuw slag kon leveren. Von Blücher kon Wellington berichten dat de Pruisen de volgende dag de geallieerden met hun volle strijdmacht te hulp zouden komen. Die besloot toen Napoleon te weerstaan in de Slag bij Waterloo.
Aan de informatie van Pajol hechtte de Grouchy minder belang dan een rationele afweging vereist zou hebben. Hij voelde zich door Napoleon onheus bejegend en had geen zin meer nog kritisch te staan tegenover diens inschattingen nu de keizer daar kennelijk geen prijs op stelde. Daarom bleef hij tegen beter weten in vasthouden aan de mogelijkheid dat Von Blüchers hoofdmacht op Luik terugviel. De 17de begon Grouchy laat met de achtervolging van het Pruisische leger. Vertraagd door hetzelfde onweer dat Napoleons leger trof, had hij om 22:00 pas Gembloers bereikt. Daar berichtte hij de keizer dat hij nog eens grondig zou nagaan waar het grootste Pruisische contingent zich precies bevond en mocht dat te Waver zijn dan zou hij het de volgende dag aanvallen en vernietigen. Vier uur later werd Napoleon door die boodschap volkomen ten onrechte gerustgesteld; hij keurde de aanval op Waver goed.

De campagne als geheel

In de vroege ochtend van de 18e juni bemerkte het Franse leger dat zich met Napoleon voorbereidde op de aanval richting Waterloo, een zich snel in omvang toenemende Pruisische cavalerie-activiteit op de rechterflank. Plotseling kreeg Soult door in wat voor een potentieel rampzalige positie de Fransen zich gebracht hadden: om 10:00 zond hij bericht aan de Grouchy dat de Pruisen een halve cirkelbeweging hadden uitgevoerd. Door via Gembloers en Waver achter ze aan te trekken, maakte hij het zichzelf onmogelijk Napoleon nog te hulp te schieten en kon hij niet meer verhinderen dat Wellington en von Blücher zich verenigden. Soult beval de Grouchy onverwijld in een rechte lijn naar het noordwesten op te rukken om zo de cirkel af te snijden en het Pruisische leger te onderscheppen voordat het Napoleon kon bereiken. Dat bevel zou echter pas in de avond bij de Grouchy aankomen. Rond 11:00 ging de Slag bij Waterloo van start. De intensieve kanonnades waren bij Gembloers goed hoorbaar en de staf van de Grouchy drong erop aan meteen "het geluid van de kanonnen te volgen". Deze weigerde echter; hij had het bevel Waver aan te vallen en wilde de keizer strikt gehoorzaam zijn.
Intussen was het Pruisische leger, na een korte nachtrust, van zonsopgang af bezig naar het westen op te rukken. Dat ging erg traag. De wegen waren na het onweer in een erbarmelijke toestand. Het IVe Korps dat op de 17e nog de achterhoede gevormd had, moest nu de voorhoede worden en was dus gedwongen door de andere korpsen heen te marcheren. Daarna kwam het IIe Korps dat als eerste van Ligny was teruggevallen, gevolgd door het Ie Korps en uiteindelijk het IIIe Korps. Dat zou echter niet meer op tijd wegkomen. In de avond leverde Grouchy een veldslag, de Slag bij Waver, deze achterhoede overvallend. De slag zette zich tot op de 19e voort. De Grouchy boekte hier een tactische overwinning, die echter door de Franse nederlaag in de Slag bij Waterloo geen betekenis had voor de uitkomst van de campagne. Wel stelde het hem in staat succesvol langs Namen terug te trekken en zelfs met zijn troepen Parijs te bereiken.
De Slag bij Ligny is door de twee dagen later plaatsvindende Slag bij Waterloo relatief onbekend gebleven. Ook schilderijen en beeldhouwwerken hebben veel vaker op Waterloo dan op Ligny betrekking. Britten en Duitsers brachten begrijpelijkerwijs liever een overwinning dan een nederlaag in herinnering. Maar ook Fransen zien Napoleon liever als tragische held in zijn laatste veldslag dan als blunderende triomfator in zijn laatste overwinning.

## Troepen

### Franse troepen (organisatie en sterkte)

#### Napoleon
- Keizerlijke Garde (14.949)

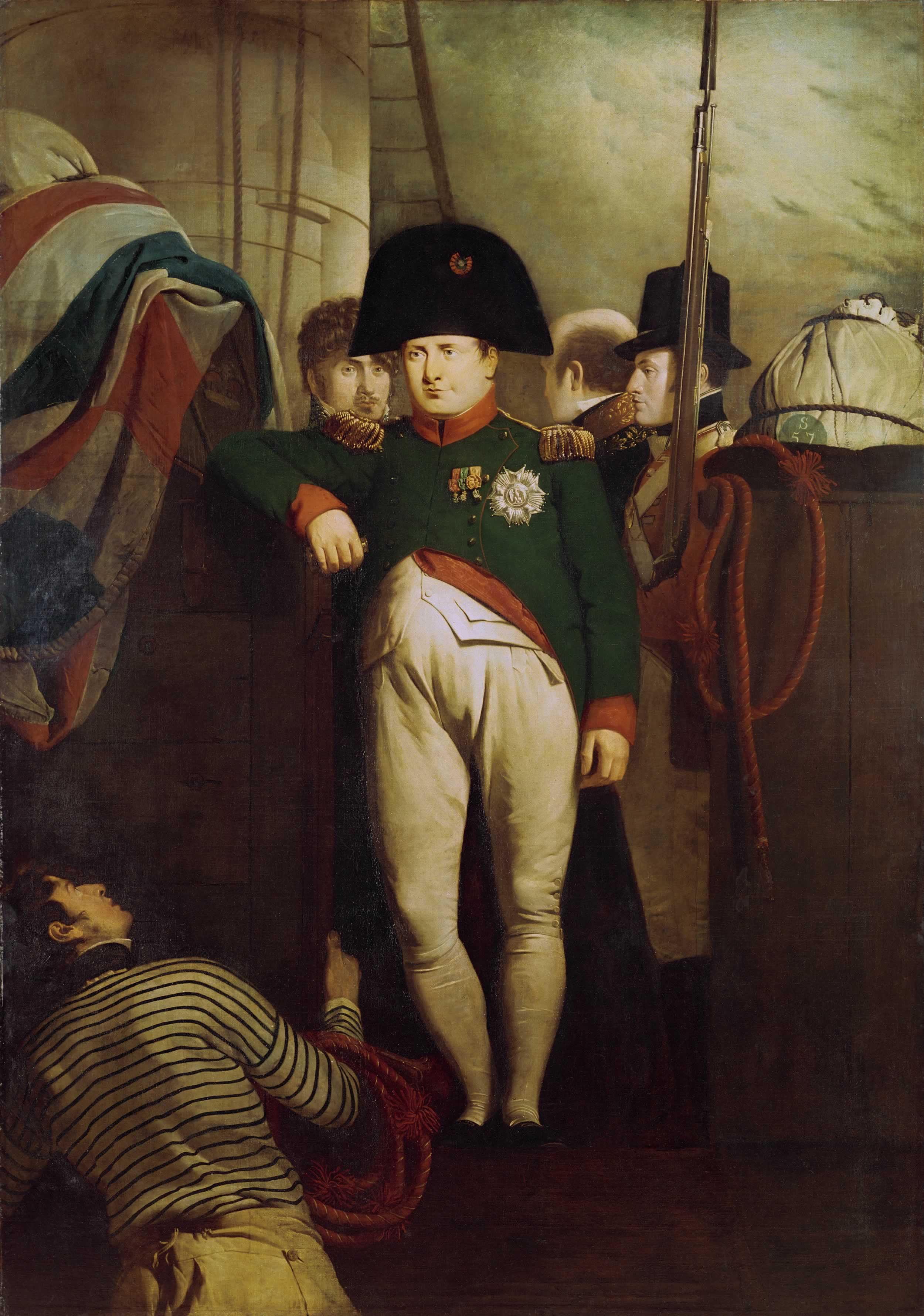
Napoleon op weg naar Engeland

  - Oude Garde (Infanterie) Friant (8089)
  - Jonge Garde (Infanterie) Duhesme (6860)
- II. Korps Reille (bij Quatre Bras, zonder:)
  - 7. Infanteriedivisie Girard (3941)
- III. Vandamme (16.128)
  - 8. Infanteriedivisie Lefol (5023)
  - 10. Infanteriedivisie Habert (5439)
  - 11. Infanteriedivisie Berthezène (4468)
  - 3. Cavaleriedivisie Domon (1198)
- IV. Korps Gérard (14.798)
  - 12. Infanteriedivisie Pécheux (4689)
  - 13. Infanteriedivisie Vichery (4037)
  - 14. Infanteriedivisie Hulot (4138)
  - 7. Lichte Cavaleriedivisie luitenant-generaal Maurin (1934)
- IV. Cavaleriekorps Milhaud (2701) (Kurassiers)
  - 13. Cavaleriedivisie Wathier de Saint-Alphonse (1141)
  - 14. Cavaleriedivisie Delort (1560)

Onderweg
- VI. Korps Lobau

#### Maarschalk Grouchy
- I. Cavaleriekorps Pajol (2465)
  - 4. Cavaleriedivisie Soult (1301)
  - 5. Cavaleriedivisie Subervie (1164)
- II. Cavaleriekorps Exelmans (3332)
  - 9. Cavaleriedivisie Strolz (1606)
  - 10. Cavaleriedivisie Chastel (1726)

#### Maarschalk Ney (bij Quatre Bras)
- II. Korps Reille
- III. Cavaleriekorps Kellermann
- Lichte Cavaleriedivisie van de Keizerlijke Garde Lefebvre-Desnouettes

Tussen Quatre-Bras en Ligny
- I. Korps Drouet d'Erlon

### Blüchers troepen (organisatie en sterkte)
- I. Korps von Zieten (29.096)
  - 1. Brigade von Steinmetz (7835)
  - 2. Brigade von Pirch II (6876)
  - 3. Brigade von Jagow (6698)

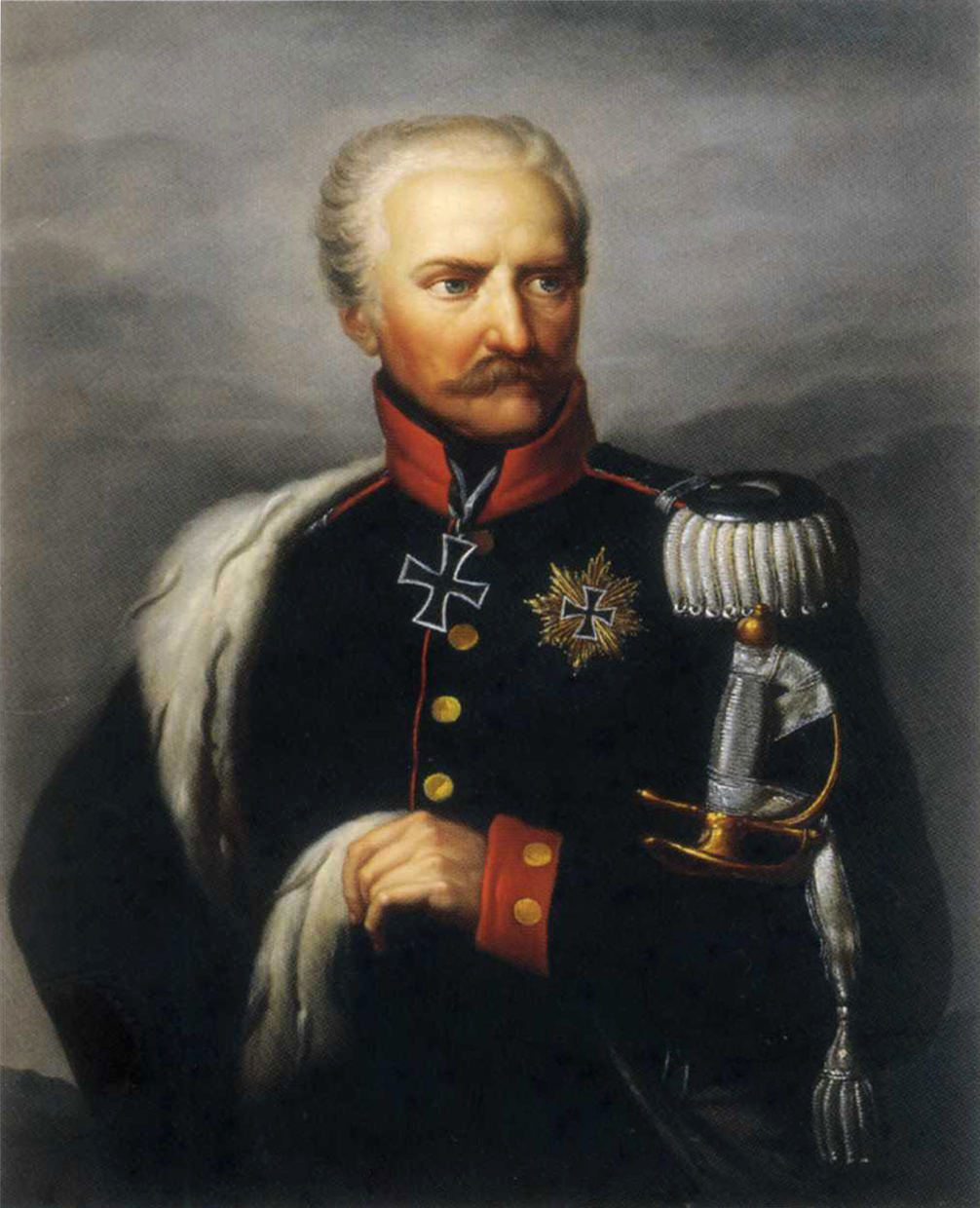
Von Blücher

  - 4. Brigade Henckel von Donnersmarck (4106)
  - Reservecavalerie von Röder (2865)
  - Reserveartillerie von Rentzell (716)
- II. Korps von Pirch I (30.026)
  - 5. Brigade von Tippelskirch (6498)
  - 6. Brigade von Kraft (6334)
  - 7. Brigade von Brause (6353)
  - 8. Brigade von Bose (6072)
  - Reservecavalerie von Wahlen-Jürgass (4069)
  - Reserveartillerie Lehmann (700)
- III. Korps von Thielmann (23.544)
  - 9. Brigade von Borcke (6557)
  - 10. Brigade von Kemphen (4130)
  - 11. Brigade von Luck (4201)
  - 12. Brigade von Stülpnagel (6199)
  - Reservecavalerie von Hobe (2038)
  - Reserveartillerie von Graevenitz (419)

Onderweg
- IV. Korps Generaal von Bülow (Vanuit richting Luik)

## Galerij

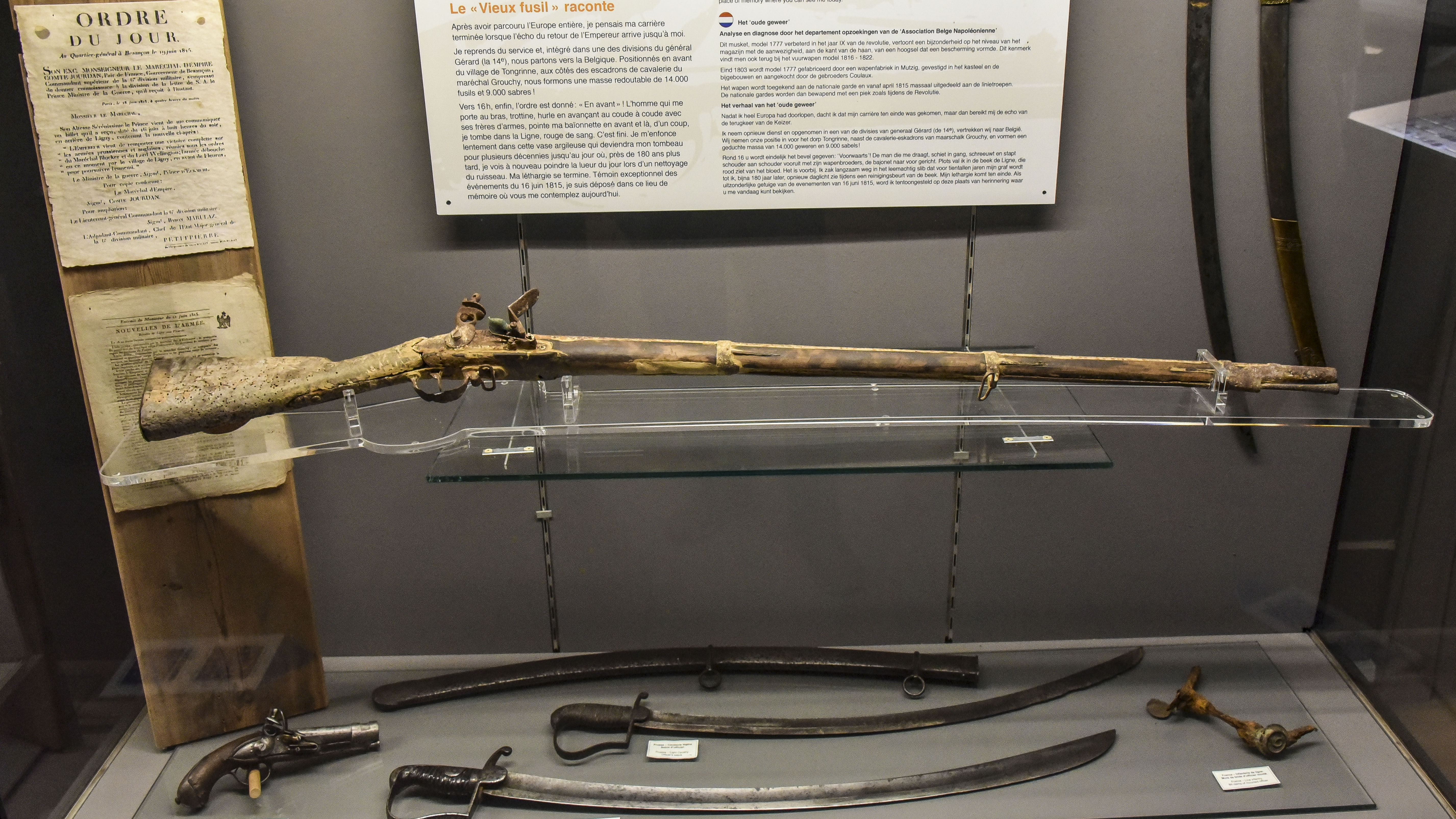
Frans musket model 1777 gevonden in de Ligne (Ligny 1815 Museum)
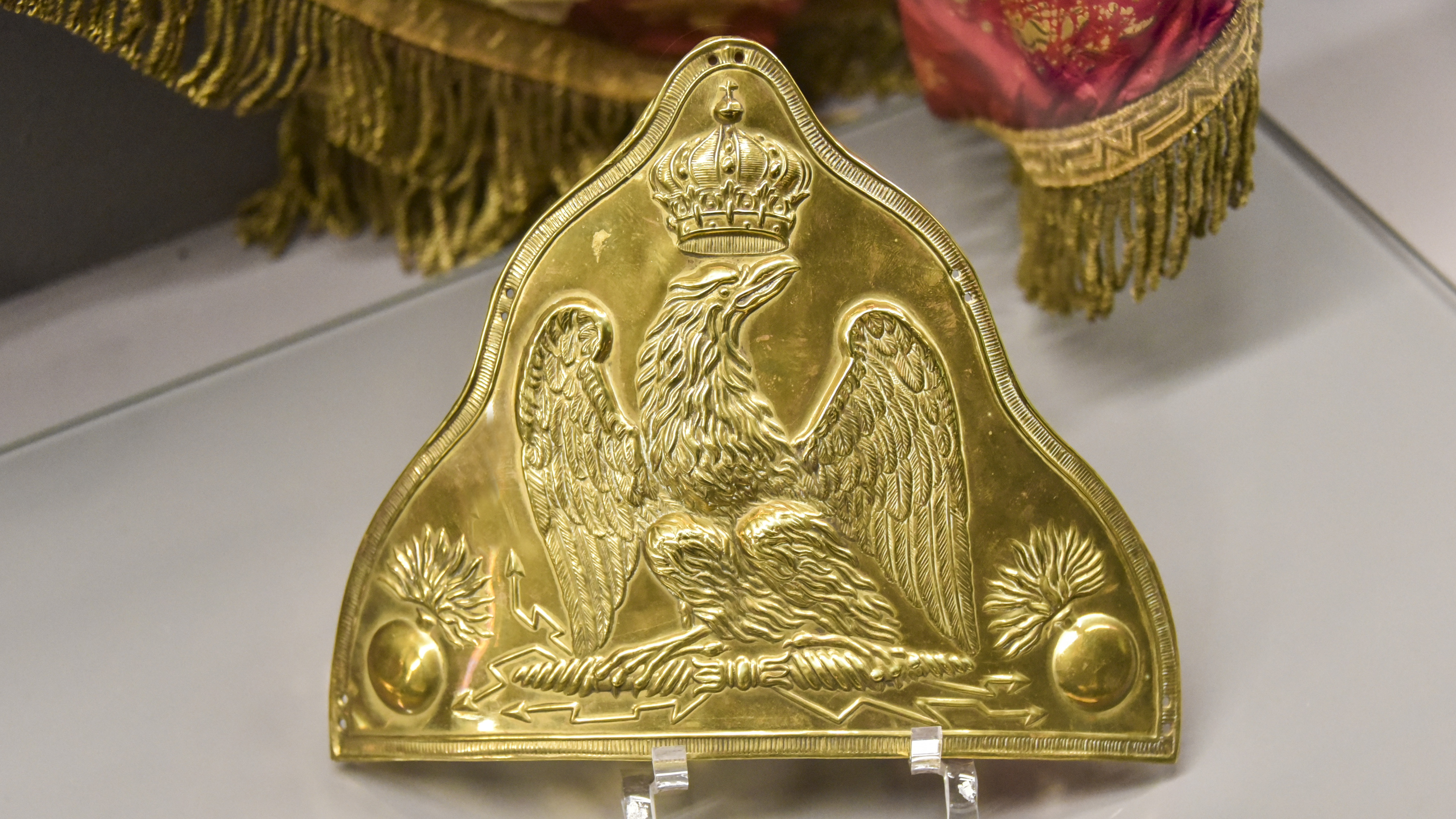
Voorplaat berenmuts van een grenadier van de  Keizerlijke Garde in het Ligny 1815 Museum
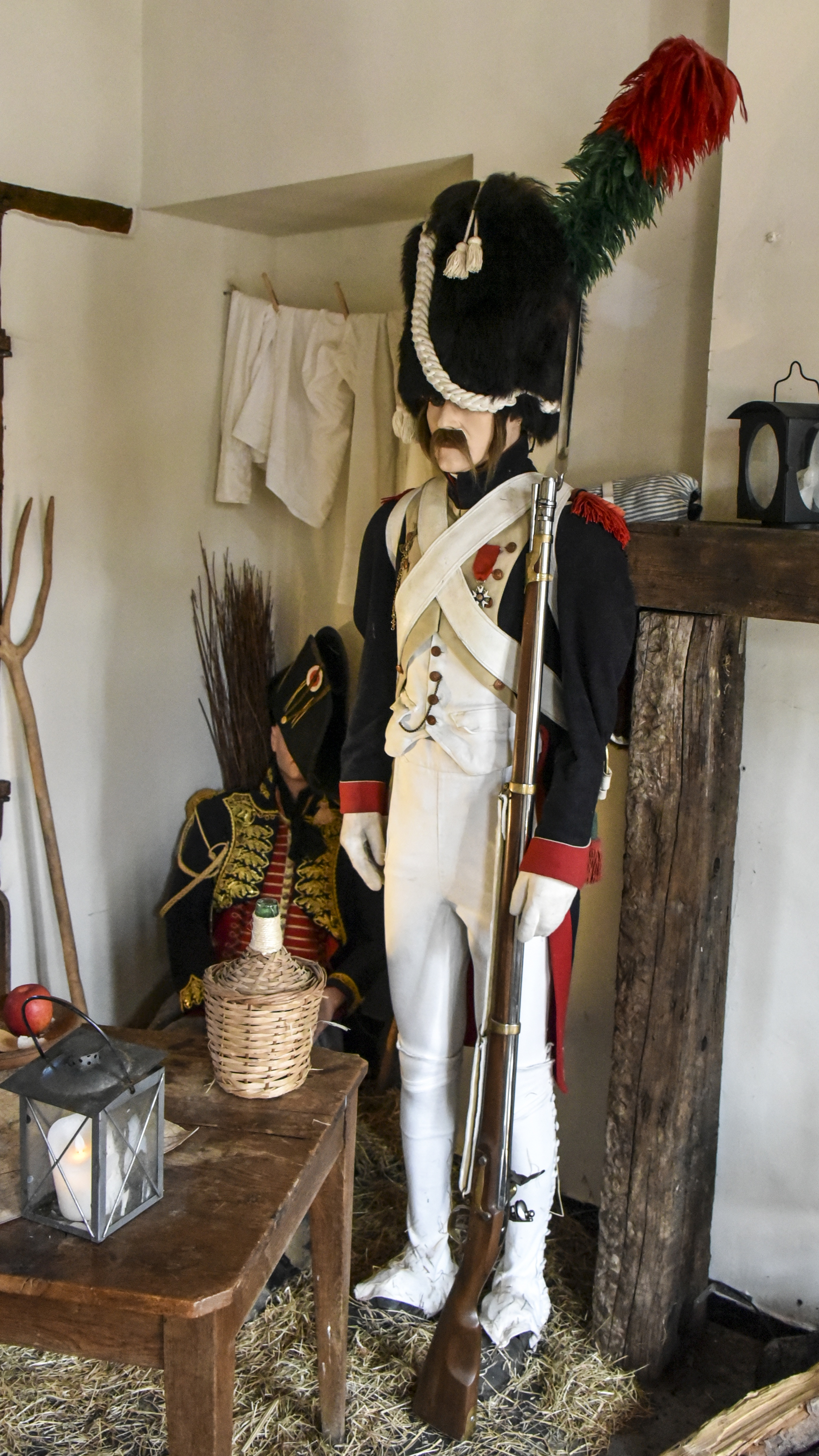
Jager van de Keizerlijke Garde (Ligny 1815 Museum)